# Erik Buell Racing
La Erik Buell Racing Motorcycles o Erik Buell Racing (EBR) era una Casa motociclistica statunitense con sede a East Troy, Wisconsin, nata dopo la chiusura della Buell Motorcycle Company.

## Storia
I primi sforzi della nuova proprietà di Erik Buell furono nella produzione di motociclette da corsa, utilizzando come base la Buell 1125R, sotto licenza di Harley-Davidson. 
Il 1º luglio 2013 la Hero MotoCorp, un gigante motociclistico indiano, ha acquisito il 49,2% del capitale della società per 25 milioni di dollari. Le due aziende hanno annunciato che EBR avrebbe distribuito moto e scooter Hero in Nord America a partire dall'estate del 2014.
Il 15 aprile 2015 la EBR ha richiesto la procedura di fallimento, pertanto, oltre all'interruzione delle attività e alla perdita di 120 posti di lavoro, il fallimento ha determinato anche l'immediato ritiro della squadra "Pegram Racing", che utilizzava in pista le moto EBR, dal campionato mondiale Superbike.

## Competizioni
Inizialmente la Erik Buell Racing partecipa al campionato AMA Superbike Championship 2011, dapprima con la 1190RR e poi con la EBR 1190 RS. I piloti della EBR hanno conseguito vari podi, e tra essi vi erano Geoff May, Danny Eslick e Aaron Yates.
La EBR partecipa al campionato mondiale Superbike 2014 con Geoff May e Aaron Yates come piloti, ottenendo l'omologazione per partecipare al campionato con la EBR 1190 RX.